# Paola Fantato
Paola Fantato (Verona, 13 settembre 1959) è un'arciera italiana.

## Carriera
Costretta sulla sedia a rotelle dalla poliomielite, che l'ha colpita all'età di 8 anni, si è avvicinata al tiro con l'arco nel 1986 grazie ad alcuni amici. Per sua ammissione, è stato "amore a prima vista".
Ha partecipato a 5 edizioni delle Paralimpiadi, aggiudicandosi 8 medaglie. I cinque ori paralimpici, dal 1992 al 2004, confermano il suo lungo dominio assoluto della specialità. Nel 1996, ad Atlanta, ha partecipato non solo alle Paralimpiadi, ma anche alle Olimpiadi, diventando così il secondo arciere in carrozzina a partecipare ad una competizione olimpica, dopo la neozelandese Neroli Fairhall a Los Angeles 1984. 
È stata protagonista di un quadro della cerimonia di apertura dei IX Giochi Paralimpici invernali di Torino 2006. Ha ricevuto una freccia da Silvia Battaglio, la bambina che ha poi acceso il braciere paralimpico, e con l'arco l'ha lanciata contro la scenografia che rappresentava un muro, dando inizio ad una coreografia in cui il muro è stato abbattuto ed è stato aperto un varco.

## Palmarès
- Giochi paralimpici
  - Seul 1988: bronzo individuale
  - Barcellona 1992: oro individuale
  - Atlanta 1996: bronzo individuale, oro a squadre
  - Sydney 2000: oro individuale e a squadre
  - Atene 2004: oro individuale, argento a squadre
- Campionati del mondo
  - 1990 argento individuale
  - 1993 oro individuale
  - 1994 oro a squadre, bronzo individuale
  - 1995 oro individuale
  - 1999: oro individuale e a squadre
  - 2001: oro individuale, argento a squadre
  - 2003: bronzo individuale, argento a squadre
- Campionati europei
  - 1997: oro individuale e a squadre

## Riconoscimenti
- Nel maggio 2015, una targa a lei dedicata fu inserita nella Walk of Fame dello sport italiano a Roma, riservata agli ex-atleti italiani che si sono distinti in campo internazionale.[2][3]

## Onorificenze
- commendatore (Ordine al Merito della Repubblica Italiana);[4]
- 1988 - Medaglia d'argento, 3º classificato alle Olimpiadi, tiro con l'arco, doppia fita indiv.;[5]
- 1990 - Medaglia d'argento, 2º classificato nel campionato mondiale, tiro con l'arco;[5]
- 1992 - Medaglia d'oro, campione olimpico, tiro con l'arco, individuale;[5]
- 1993 - Medaglia d'oro, primatista mondiale, tiro con l'arco individuale;[5]
- 1993 - Medaglia di bronzo, campione italiano, tiro alla targa;[5]
- 1994 - Medaglia di bronzo, primatista italiano, tiro con l'arco;[5]
- 1994 - Medaglia di bronzo, campione italiano, tiro alla targa;[5]
- 1994 - Medaglia d'argento, 3º classificato nel campionato mondiale, tiro con l'arco;[5]
- 1994 - Medaglia d'oro, primatista mondiale, tiro con l'arco a squadre;[5]
- 1995 - Medaglia d'oro, primatista mondiale, tiro con l'arco individuale;[5]
- 1995 - Medaglia di bronzo, oltre 10 in nazionale, tiro con l'arco;[5]
- 1996 - Collare Atleti, campione olimpico, tiro con l'arco a squadre;[5]
- 2000 - Diploma d'onore, campione olimpico, tiro con l'arco individuale e a squadre;[5]
- 2004 - Diploma d'onore, campione paralimpico, tiro con l'arco individuale;[5]
- 2014 - Italian Paralympic Awards,[6]